# 비앵브뉘 드 미올리

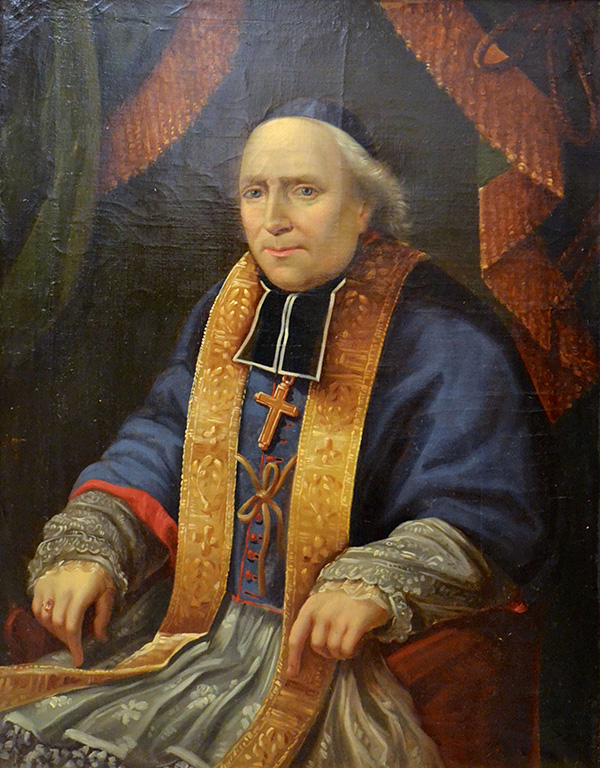

프랑수아 멜시오르 샤를 비앵브뉘 드 미올리(1753년 6월 19일 - 1843년 6월 27일)는 1805년부터 1838년 디뉴 교구의 주교였으며 빅토르 위고의 소설 레미제라블의 등장인물인 미리엘 주교의 영감이 된 실제 인물이다. 프랑스 엑상프로방스에서 출생했다.